# Lobobunaea rosea
Lobobunaea rosea är en fjärilsart som beskrevs av L.Sonthonnax 1899. Lobobunaea rosea ingår i släktet Lobobunaea och familjen påfågelsspinnare. Inga underarter finns listade i Catalogue of Life.